# Макс Рімельт
Макс Рі́мельт (нім. Max Riemelt; нар. 1984, Східний Берлін, НДР) — німецький актор.

## Біографія
Макс Рімельт народився 7 січня 1984 року у Східному Берліні. Ще навчаючись у школі проявив себе на акторських теренах у шкільних виставах. У 1997 році у 13-річному віці дебютував у телефільмі «Сім'я для поцілунків». Через два роки дебютує в кіно: в пригодницькому фільмі для дітей «Ведмідь втік». У 2001 році знімається у Денніса Ґанзеля у молодіжній комедії в дусі «Американського пирога» — «Дівчатка згори». Після другорядних ролей в телесеріалах («Закон Вольфа», «Спецзагін „Кобра“»), у 2003 році знову працює з Деннісом Ґанзелем, граючи головну роль в драмі, що отримала хороші відгуки, «Академія смерті». За цю роль перемагає в номінації Найкращий актор на Міжнародний кінофестиваль у Карлових Варах. 14 лютого 2006 року відбулася світова прем'єра фільму «Червоний какаду» на Берлінському кінофестивалі, де Рімельт грає роль Зіґі, за яку отримує нагороду «Bayerischer Filmpreis» в номінації Найкращий молодий актор.
У 2008 році знімається знову у Денніса Ґанзеля у фільмі «Експеримент 2: Хвиля». У 2009 році грає студента в комедії «Тринадцятий семестр». У 2010 році у черговий раз працює з Ґанзелем у його фільмі про вампірів «Смак ночі».

## Фільмографія
| Рік  |    | Українська назва                                           | Оригінальна назва                           | Роль                     |
| ---- | -- | ---------------------------------------------------------- | ------------------------------------------- | ------------------------ |
| 1997 | тф | Сім'я для поцілунків                                       | Eine Familie zum Küssen                     |                          |
| 2000 | ф  | Ведмідь втік                                               | Der Bär ist los                             | Том                      |
| 2001 | ф  | Дівчатка зверху                                            | Mädchen, Mädchen                            | Флін                     |
| 2001 | тф | Мій батько та інші шахраї                                  | Mein Vater und andere Betrüger              | Робертіно                |
| 2003 | с  | Закон Вольфа                                               | Wolffs Revier                               | Ласло                    |
| 2003 | тф | Щасливий лотерейний білет                                  | Lottoschein ins Glück                       | Бйорн Міхельс            |
| 2003 | с  | Спецзагін «Кобра 11»                                       | Alarm für Cobra 11 — Die Autobahnpolizei    | Марсель Фріз             |
| 2004 | ф  | Дівчата знову зверху                                       | Mädchen, Mädchen 2 — Loft oder Liebe        | Флін                     |
| 2004 | ф  | Академія смерті                                            | NaPolA                                      | Фрідріх Ваймер           |
| 2005 | ф  | Комети міста Галле                                         | Hallesche Kometen                           | Інґо                     |
| 2005 | тф | Нічний притулок                                            | Nachtasyl                                   | Альоша                   |
| 2006 | ф  | Червоний какаду                                            | Der rote Kakadu                             | Зіґґі                    |
| 2006 | тф | Трагедія «Паміру»                                          | Der Untergang der Pamir                     | Карл-Фрідріх фон Кремпін |
| 2007 | тф | На кордоні                                                 | An die Grenze                               | капрал Кернер            |
| 2007 | ф  | Убивчий світ                                               | Mörderischer Frieden                        | Чарлі                    |
| 2008 | ф  | Експеримент 2: Хвиля                                       | Die Welle                                   | Марко                    |
| 2008 | ф  | До неба                                                    | Up! Up! To the Sky                          | Арнольд                  |
| 2008 | ф  | Рух навколо твого життя — Від наркомана до залізної людини | Lauf um Dein Leben — Vom Junkie zum Ironman | Андреас Найдріг          |
| 2008 | ф  | 1000 океанів                                               | Tausend Ozeane                              | Майкель                  |
| 2009 | ф  | Тринадцятий семестр                                        | 13 Semester                                 | Момо                     |
| 2010 | ф  | Смак ночі                                                  | Wir sind die Nacht                          | комісар Том Сернер       |
| 2011 | ф  | Міський дослідник                                          | Urban Explorer                              | Кріс                     |
| 2011 | ф  | Четверта влада                                             | Die vierte Macht                            | Діма                     |
| 2012 | ф  | Ти це обіцяв                                               | Du hast es versprochen                      | Маркус                   |
| 2012 | ф  | Мінлива хмарність                                          | Heiter bis wolkig                           | Тім                      |
| 2012 | тф |                                                            | Auslandseinsatz                             | Даніель Гербер           |
| 2012 | ф  | Німецький друг                                             | Der deutsche Freund                         | Фрідріх Бург             |
| 2013 | ф  | Вільне падіння                                             | Freier Fall                                 | Кай Енгель               |
| 2015 | с  | Восьме чуття                                               | Sense8                                      | Вольфганг Богданов       |
| 2021 | ф  | Матриця: Воскресіння                                       | The Matrix Resurrections                    | Шеперд                   |
| 2023 | с  | Осине гніздо                                               | Schlafende Hunde                            | Майк Атлас               |